# Particularisme
El particularisme és una tendència política dins d'un país que tendeix a salvaguardar i promoure les característiques del govern local, fora d'una perspectiva de tipus nacional. També és una actitud religiosa, vinculada sovint a interessos nacionalistes i contraposada a l'universalisme, segons la qual un grup social es considera com a particularment escollit per Déu amb la conseqüent exclusió d'altres grups o pobles d'una religió diferent.